# Lago Pizolseen
O Lago Pizolseen é um lago de alta montanha localizado nos contrafortes da Montanha Pizol nos Alpes Glarus, Sarganserland, no cantão de São Galo, Suíça.